# DNAJC14
El miembro 14 de la subfamilia C homólogo de DnaJ es una proteína que en humanos está codificada por el gen DNAJC14.

## Interacciones
Se ha demostrado que DNAJC14 interactúa con el receptor de dopamina D1.